# مارتین لین
مارتین لین (انگلیسی: Martin Lane؛ زادهٔ ۱۲ آوریل ۱۹۶۱) بازیکن فوتبال اهل بریتانیا است.
از باشگاه‌هایی که در آن بازی کرده‌است می‌توان به باشگاه فوتبال والسال، باشگاه فوتبال منچستر یونایتد، باشگاه فوتبال کاونتری سیتی، باشگاه فوتبال چستر سیتی، باشگاه فوتبال ووستر سیتی، باشگاه فوتبال شپشد دینامو، و باشگاه فوتبال ورکسام اشاره کرد.